# Roberto Cicciomessere
Roberto Cicciomessere (* 30. Oktober 1946 in Bozen; † 26. Mai 2023 in Rom) war ein italienischer Politiker. Er war von 1976 bis 1994 Mitglied der italienischen Abgeordnetenkammer und von 1984 bis 1989 Mitglied des Europäischen Parlaments für den Partito Radicale.